# Nuoto in acque libere ai campionati mondiali di nuoto 2013 - 10 km femminili
La gara dei 10 km in acque libere femminile si è svolta la mattina del 23 luglio 2013 al Moll de la Fusta, nel porto di Barcellona, in Spagna. Hanno partecipato alla competizione 53 atlete, in rappresentanza di 32 differenti nazioni.

## Medaglie
| Posizione | Atlete            | Paese    |
| --------- | ----------------- | -------- |
| Oro       | Poliana Okimoto   | Brasile  |
| Argento   | Ana Marcela Cunha | Brasile  |
| Bronzo    | Angela Maurer     | Germania |

## Risultati
| Pos. | Atleta                | Nazionalità   | Tempo              |
| ---- | --------------------- | ------------- | ------------------ |
|      | Poliana Okimoto       | Brasile       | 1h58'19"2          |
|      | Ana Marcela Cunha     | Brasile       | 1h58'19"5          |
|      | Angela Maurer         | Germania      | 1h58'20"2          |
| 4    | Kalliopi Araouzou     | Grecia        | 1h58'21"3          |
| 5    | Anna Olasz            | Ungheria      | 1h58'22"4          |
| 6    | Ophelie Aspord        | Francia       | 1h58'23"2          |
| 7    | Fang Yanqiao          | Cina          | 1h58'23"2          |
| 8    | Rebecca Mann          | Stati Uniti   | 1h58'23"4          |
| 9    | Éva Risztov           | Ungheria      | 1h58'23"4          |
| 10   | Christine Jennings    | Stati Uniti   | 1h58'23"6          |
| 11   | Elizaveta Gorshkova   | Russia        | 1h58'24"3          |
| 12   | Martina Grimaldi      | Italia        | 1h58'24"9          |
| 13   | Yumi Kida             | Giappone      | 1h58'25"8          |
| 14   | Keri-Anne Payne       | Gran Bretagna | 1h58'25"8          |
| 15   | Svenja Zihsler        | Germania      | 1h58'25"8          |
| 16   | Yurema Requena        | Spagna        | 1h58'26"4          |
| 17   | Erika Villaécija      | Spagna        | 1h58'27"8          |
| 18   | Olga Beresnyeva       | Ucraina       | 1h58'27"9          |
| 19   | Zsofia Balazs         | Canada        | 1h58'28"5          |
| 20   | Melissa Gorman        | Australia     | 1h58'30"9          |
| 21   | Marianna Lymperta     | Grecia        | 1h58'33"0          |
| 22   | Lizeth Rueda          | Messico       | 1h58'36"6          |
| 23   | Cara Baker            | Nuova Zelanda | 1h58'38"5          |
| 24   | Vicenia Navarro       | Venezuela     | 1h58'38"5          |
| 25   | Celia Barrot          | Francia       | 1h58'41"8          |
| 26   | Shi Yu                | Cina          | 1h58'43"8          |
| 27   | Florencia Mazzei      | Argentina     | 1h58'43"9          |
| 28   | Silvie Rybářová       | Rep. Ceca     | 1h58'55"3          |
| 29   | Heidi Gan             | Malaysia      | 1h59'01"4          |
| 30   | Chelsea Gubecka       | Australia     | 1h59'16"3          |
| 31   | Rachele Bruni         | Italia        | 2h00'03"2          |
| 32   | Paola Pérez           | Venezuela     | 2h00'36"8          |
| 33   | Danielle Huskisson    | Gran Bretagna | 2h01'31"5          |
| 34   | Emma Robinson         | Nuova Zelanda | 2h01'47"6          |
| 35   | Nadine Williams       | Canada        | 2h01'50"4          |
| 36   | Julia Arino           | Argentina     | 2h02'37"8          |
| 37   | Barbora Picková       | Rep. Ceca     | 2h04'02"8          |
| 38   | Nataly Caldas         | Ecuador       | 2h04'28"8          |
| 39   | Alexandra Sokolova    | Russia        | 2h04'45"3          |
| 39   | Valerie Gruest        | Guatemala     | 2h04'45"3          |
| 41   | Angelica Andre        | Portogallo    | 2h04'45"4          |
| 41   | Laila El Basiouny     | Egitto        | 2h04'45"4          |
| 43   | Melissa Villasenor    | Messico       | 2h05'21"1          |
| 44   | Xeniya Romanchuk      | Kazakistan    | 2h05'21"1          |
| 45   | Mahina Valdivia       | Cile          | 2h13'54"9          |
| 46   | Clarice Le Roux       | Sudafrica     | 2h15'35"7          |
| 47   | Fiona On Yi Chan      | Hong Kong     | 2h17'39"6          |
| 48   | Mariya Ivanova        | Kazakistan    | 2h19'02"6          |
| 49   | Li Hannah Hang Fung   | Hong Kong     | 2h25'44"5          |
|      | Risa Andriani Permana | Indonesia     | fuori tempo limite |
|      | Poorva Kiran Shetye   | India         | fuori tempo limite |
|      | Michelle Weber        | Sudafrica     | non partita        |
|      | Karla Šitić           | Croazia       | non partita        |